# NGC 6803
NGC 6803 је планетарна маглина у сазвежђу Орао која се налази на NGC листи објеката дубоког неба.
Деклинација објекта је + 10° 3' 26" а ректасцензија 19h 31m 16,3s. Привидна величина (магнитуда) објекта NGC 6803 износи 11,4 а фотографска магнитуда 11,3. NGC 6803 је још познат и под ознакама PK 46-4.1, CS=15.2.